# 綺咲愛里
綺咲 愛里（きさき あいり、1991年10月30日 - ）は、日本の女優。元宝塚歌劇団星組トップ娘役。
兵庫県川西市、県立宝塚北高等学校出身。身長163cm。血液型A型。愛称は「あーちゃん」。
所属事務所はワンダーヴィレッジ。

## 来歴
2008年、宝塚音楽学校入学。
2010年、音楽学校卒業後、宝塚歌劇団に96期生として入団。入団時の成績は17番。月組公演「THE SCARLET PIMPERNEL」で初舞台。その後、星組に配属。
2014年の「The Lost Glory」で新人公演初ヒロイン。その後も3作連続で新人公演ヒロインを務める。
2015年の「キャッチ・ミー・イフ・ユー・キャン」（赤坂ACTシアター・ドラマシティ公演）で、東上公演初ヒロイン。
2016年11月21日付で星組トップ娘役に就任。紅ゆずるの相手役として、翌年の「THE SCARLET PIMPERNEL」でトップコンビ大劇場お披露目。同公演は自身の初舞台作品の再演ともなった。
2019年10月13日、「GOD OF STARS／エクレール ブリアン」東京公演千秋楽をもって、宝塚歌劇団を紅と同時退団。
退団後はワンダーヴィレッジ所属となり、舞台を中心に活動を続けている。

## 人物
母は保育士で、幼稚園の頃からピアノとバレエを習い始める。
地元の中学校へ進学し、合唱コンクールでは3年間ピアノの伴奏を担当していた。3年になり進路を決める時期に、担任の教師から演劇科のある高校を勧められ、公立高校の演劇科に進学。学校は駅から遠かったが、演劇科は体作りのためバス通学禁止で、始発で登校し、発声などクラス全員で団結して頑張っていた。体育祭の応援合戦ではアクロバティックなダンスで1位をとる。
その頃、課外授業で初めて生の演劇を観る。同じ頃、ピアノの先生から音楽学校の受験を勧められる。それまで宝塚に全く興味が無かったが、どうせ受かるわけないし…と、母とダメ元で願書を提出。その後になって、宙組公演「黎明の風／Passion 愛の旅」で宝塚を初観劇する。
春休み中もレッスンに明け暮れるクラスメイトに3日だけ休むことを伝え、こっそりと音楽学校の受験に臨む。受験会場へ向かう電車の中ではクラスメイトと顔を合わせそうになり、慌てて気配を消す。一次試験はあまりの次元の違いに衝撃を受け、二次試験はとにかく周りの生徒の見よう見まねでついていった。
合格発表当日、TVに映るということを知らなかったため、母と前列に居てしまい、その日の夕方のニュースで報道されてしまう。結果、同級生から連絡の嵐を受ける羽目に。その時点でもまだ宝塚に関して知識が乏しく、音楽学校と高校生活を両立できるものと思いこんでいた。
実妹も元タカラジェンヌの美里玲菜である。

## 宝塚歌劇団時代の主な舞台

### 初舞台
- 2010年4 - 5月、月組『THE SCARLET PIMPERNEL（スカーレット ピンパーネル）』（宝塚大劇場のみ）

### 星組時代
- 2010年7 - 8月、『ロミオとジュリエット』（梅田芸術劇場・博多座）
- 2010年10 - 12月、『宝塚花の踊り絵巻』『愛と青春の旅だち』
- 2011年4 - 7月、『ノバ・ボサ・ノバ』 - 新人公演：ボーロ（本役：音波みのり）『めぐり会いは再び』
- 2011年8 - 9月、『ランスロット』（バウホール） - 幼グウィネビア
- 2011年11 - 2012年2月、『オーシャンズ11』
- 2012年3月、『天使のはしご』（日本青年館・バウホール） - リディア／天使
- 2012年5 - 8月、『ダンサ セレナータ』 - カロリーナ、新人公演：リタ（本役：早乙女わかば）『Celebrity』
- 2012年9月、『ジャン・ルイ・ファージョン-王妃の調香師-』（バウホール・日本青年館） - ヴィクトワール・ファージョン
- 2012年11 - 2013年2月、『宝塚ジャポニズム〜序破急〜』『めぐり会いは再び 2nd〜Star Bride〜』 - 新人公演：レオニード・ド・ローウェル（本役：音波みのり）『Étoile de TAKARAZUKA（エトワール ド タカラヅカ）』 - プティットアミ、新人公演：ヴァルゴファムA（本役：音波みのり）／ゴールドアリエス（本役：夢咲ねね）
- 2013年3 - 4月、『南太平洋』（ドラマシティ・日本青年館） - リアット
- 2013年5 - 8月、『ロミオとジュリエット』
- 2013年9 - 10月、柚希礼音スペシャル・ライブ『REON!!II』（東京国際フォーラム・博多座）
- 2014年1 - 3月、『眠らない男・ナポレオン-愛と栄光の涯（はて）に-』 - マリー・ルイーズ、新人公演：テレーズ（本役：音花ゆり）
- 2014年5 - 6月、『太陽王〜ル・ロワ・ソレイユ〜』（東急シアターオーブ） - マリー・マンシーニ[12]
- 2014年7 - 10月、『The Lost Glory -美しき幻影-』 - ミラベル・ベネット、新人公演：ディアナ・キャンベル（本役：夢咲ねね）『パッショネイト宝塚!』 新人公演初ヒロイン[5][8]
- 2014年11月、柚希礼音スーパー・リサイタル『REON in BUDOKAN〜LEGEND〜』（日本武道館）
- 2014年12月、『アルカサル〜王城〜』（バウホール） - ブランシュ
- 2015年2 - 5月、『黒豹（くろひょう）の如（ごと）く』 - モニカ、新人公演：カテリーナ・デ・ラミレス（本役：夢咲ねね）『Dear DIAMOND!!』 新人公演ヒロイン[8]
- 2015年6 - 7月、『キャッチ・ミー・イフ・ユー・キャン』（赤坂ACTシアター・ドラマシティ） - ブレンダ・ストロング 東上初ヒロイン[8]
- 2015年8 - 11月、『ガイズ&ドールズ』 - ミミ、新人公演：サラ・ブラウン（本役：妃海風） 新人公演ヒロイン[8]
- 2016年1月、『LOVE & DREAM』（東京国際フォーラム・梅田芸術劇場）
- 2016年3 - 6月、『こうもり』 - イーダ、新人公演：レブロフ伯爵夫人（本役：万里柚美）『THE ENTERTAINER!』
- 2016年6月、『Bow Singing Workshop〜星〜』（バウホール）
- 2016年8 - 11月、『桜華に舞え』 - 竹下ヒサ、新人公演：大給夫人（本役：万里柚美）『ロマンス!! (Romance)』

### 星組トップ娘役時代
- 2017年1月、『オーム・シャンティ・オーム-恋する輪廻-』（東京国際フォーラム） - シャンティプリヤ（シャンティ）／サンディ トップお披露目公演[6]
- 2017年3 - 6月、『THE SCARLET PIMPERNEL（スカーレット ピンパーネル）』 - マルグリット・サン・ジュスト 大劇場トップお披露目公演[7]
- 2017年7 - 8月、『オーム・シャンティ・オーム-恋する輪廻-』（梅田芸術劇場） - シャンティプリヤ（シャンティ）／サンディ
- 2017年9 - 12月、『ベルリン、わが愛』 - ジル・クライン『Bouquet de TAKARAZUKA（ブーケ ド タカラヅカ）』
- 2018年2月、『うたかたの恋』 - マリー・ヴェッツェラ『Bouquet de TAKARAZUKA（ブーケ ド タカラヅカ）』（中日劇場）
- 2018年4 - 7月、『ANOTHER WORLD』 - お澄『Killer Rouge（キラー ルージュ）』
- 2018年8 - 11月、『Thunderbolt Fantasy（サンダーボルトファンタジー）東離劍遊紀（とうりけんゆうき）』 - 丹翡（タンヒ）『Killer Rouge／星秀☆煌紅』（梅田芸術劇場・日本青年館・國家戯劇院・高雄市文化中心至徳堂）
- 2019年1 - 3月、『霧深きエルベのほとり』 - マルギット・シュラック『ESTRELLAS（エストレ―ジャス）〜星たち〜』
- 2019年5月、『鎌足-夢のまほろば、大和（やまと）し美（うるわ）し-』（ドラマシティ・日本青年館） - 車持与志古郎女
- 2019年7 - 10月、『GOD OF STARS -食聖-』 - アイリーン・チョウ／天女『Éclair Brillant（エクレール ブリアン）』 退団公演[9]

### 出演イベント
- 2011年1 - 2月、『DREAM TRAIL〜宝塚伝説〜』[注釈 1][13]
- 2011年7月、轟悠ディナーショー『Rendez-Vous〜今宵きみと〜』
- 2012年12月、タカラヅカスペシャル2012『ザ・スターズ!〜プレ・プレ・センテニアル〜』[注釈 2]
- 2014年12月、タカラヅカスペシャル2014『Thank you for 100 years』
- 2015年12月、タカラヅカスペシャル2015『New Century，Next Dream』
- 2016年12月、タカラヅカスペシャル2016『Music Succession to Next』
- 2017年10月、第54回『宝塚舞踊会』[14]
- 2018年12月、タカラヅカスペシャル2018『Say!Hey!Show Up!!』
- 2019年8月、綺咲愛里ミュージック・サロン『My Melody』 主演[15]

## 宝塚歌劇団退団後の主な活動

### 舞台
- 2021年1 - 2月、『ポーの一族』（梅田芸術劇場・東京国際フォーラム・御園座） - メリーベル[16]
- 2021年8 - 9月、『王家の紋章』（帝国劇場・博多座） - ミタムン[17]
- 2022年1 - 2月、『告白』（浅草九劇） - 佐伯冬香[18]
- 2022年4 - 5・9月、『Endless SHOCK-Eternal-』（帝国劇場・博多座） - リカ[19]
- 2022年7 - 8月、『Only 1, not No.1』（シアタークリエ・サンケイホールブリーゼ・名古屋市公会堂）[20]
- 2022年11 - 2023年1月、『東京ラブストーリー』（東京建物 Brillia HALL・ドラマシティ・アイリス・JMSアステールプラザ） - 長崎尚子[21]
- 2023年5 - 6月、『シー・ラヴズ・ミー』（シアタークリエ・Dream House大ホール・御園座） - アマリア[22]
- 2023年9 - 10月、『ラグタイム』（日生劇場・梅田芸術劇場・愛知県芸術劇場） - イヴリン・ネズビット[23]
- 2023年12月、『わが街、道頓堀〜OSAKA 1970〜』（大阪松竹座）[24]
- 2024年7 - 11月、『Endless SHOCK』（梅田芸術劇場・博多座・帝国劇場） - リカ[注釈 3][25]
- 2025年3月、『殺意の代償』（品川プリンスホテル クラブeX）[26]

### 広告・CM
- 2016 - 2019年、『ヒガシマル醤油』[2]
- 2024年、オープンドア『トラベルコ』[27]

### 写真集
- 2020年10月、『Airi Kisaki 1013』（日本文芸社）[28]

## 受賞歴
- 2015年、『宝塚歌劇団年度賞』 - 2014年度新人賞[29]
- 2017年、『阪急すみれ会パンジー賞』 - 娘役賞[30]
- 2019年、『宝塚歌劇団年度賞』 - 2018年度優秀賞[31]